# 恐怖高校劇場之直播中二間
《恐怖高校劇場之直播中二間》（英語：Ghost High School）是一部酷瞧原創製作的台灣偶像劇，為《恐怖高校劇場》第二季。由巫建和、宋柏緯、晏柔中、詹宛儒領銜主演，於2017年7月開鏡。 本劇在2017年9月15日於酷瞧及LINE TV晚間11點開播，一次連播兩集，並在9月21日起於每週四、五晚間11點更新集數。

## 劇情大綱
四個高中生賴皮、群群、恬與喳喳，在一間廢墟裡開直播，打算抓鬼衝人氣，好藉此賺錢。他們在裝神弄鬼之間，卻真的碰上異度世界的鬼……

## 演員列表

### 主要演員
| 演員   | 角色   | 介紹                                                           |
| 巫建和 | 林立群 | 綽號群群，高中生，說話總是輕聲細語，對母親的過度關心感到壓迫。 |
| 宋柏緯 | 賴冠霖 | 綽號賴皮，高中生，經營著直播事業以賺取金錢。                   |
| 晏柔中 | 吳亦恬 | 綽號恬，高中生。                                               |
| 詹宛儒 | 張謹   | 綽號喳喳，高中生，恬的好友。                                   |
| 胡韶恩 | 瑄琳   | 賴皮的前女友，高中生，懷上賴皮的孩子。                         |

### 其他演員
| 演員   | 角色     | 介紹             |
| 楊雅筑 | 亦恬之母 | 亦恬夢中的母親。 |

## 電視劇歌曲
| 曲序 | 曲目                 |            | 作曲       | 演唱   |
| ---- | -------------------- | ---------- | ---------- | ------ |
| 1.   | 是不是有病（主題曲） | 閃亮、大寶 | 閃亮、老外 | 怕胖團 |
| 2.   | 絕望城市（片尾曲）   | 大寶、閃亮 | 閃亮       | 怕胖團 |

## 獎項紀錄
| 年份   | 獲提名                   | 獎項                                   | 結果 |
| ------ | ------------------------ | -------------------------------------- | ---- |
| 2018年 | 恐怖高校劇場之直播中二間 | 第53屆金鐘獎 迷你劇集獎                | 提名 |
| 2018年 | 宋柏緯                   | 第53屆金鐘獎迷你劇集(電視電影)男主角獎 | 提名 |
| 2018年 | 詹宛儒                   | 第53屆金鐘獎迷你劇集(電視電影)女配角獎 | 提名 |

## 外部連結
- 官方网站
- 恐怖高校劇場之直播中二間的Facebook專頁
- 恐怖高校劇場之直播中二間酷瞧原創戲劇頻道
- 恐怖高校劇場之直播中二間LINE TV頻道 （页面存档备份，存于）